# Bee (singolo)
Bee è un singolo della cantante pop tedesca Lena Meyer-Landrut, pubblicato il 13 marzo 2010 da Universal.

## Il disco
È incluso nell'album d'esordio dell'artista, My Cassette Player, pubblicato il 7 maggio 2010.
Questo brano, scritto da Rosi Golan, Mayaeni Strauss e Per Kristian Ottestad, è stato presentato alla trasmissione Unser Star für Oslo 2010 insieme ai brani Satellite e Love Me. Il singolo ha fatto il suo debutto alla terza posizione della classifica tedesca, ma è scomparso dalla classifica 13 settimane dopo. Ha avuto un discreto successo anche in Austria e in Svizzera.

## Tracce
1. Bee – 2:59

## Classifiche
| Classifica (2010) | Posizione massima |
| ----------------- | ----------------- |
| Austria           | 26                |
| Germania          | 3                 |
| Svizzera          | 27                |